# Ланау
Ланау (нім. Lahnau) — громада в Німеччині, знаходиться в землі Гессен. Підпорядковується адміністративному округу Гіссен. Входить до складу району Лан-Дилль.
Площа — 23,93 км2. Населення становить 8216 ос. (станом на 31 грудня 2020).